# La Renaudie
La Renaudie ist ein Ort und eine zentralfranzösische Gemeinde (commune) mit 131 Einwohnern (Stand 1. Januar 2022) im Département Puy-de-Dôme in der Region Auvergne-Rhône-Alpes (vor 2016 Auvergne). Die Gemeinde gehört zum Arrondissement Thiers und zum Kanton Les Monts du Livradois (bis 2015 Courpière).

## Lage
La Renaudie liegt etwa 44 Kilometer ostsüdöstlich von Clermont-Ferrand. Umgeben wird La Renaudie von den Nachbargemeinden Vollore-Montagne im Norden und Nordwesten, La Chambonie im Osten, Le Brugeron im Süden, Olmet im Westen und Südwesten sowie Augerolles im Westen und Nordwesten.

## Bevölkerungsentwicklung
| Jahr                       | 1962 | 1968 | 1975 | 1982 | 1990 | 1999 | 2008 | 2013 |
| Einwohner                  | 384  | 361  | 291  | 244  | 199  | 161  | 125  | 120  |
| Quellen: Cassini und INSEE |      |      |      |      |      |      |      |      |

## Sehenswürdigkeiten
- Kirche